# Brachypotherium
Il brachipoterio (gen. Brachypotherium) è un rinoceronte estinto, vissuto tra il Miocene medio e il Pliocene (circa 15 – 5 milioni di anni fa). I suoi resti fossili sono stati ritrovati in Europa, Asia, Africa e Nordamerica.

## Descrizione
Questo animale, al contrario degli odierni rinoceronti, era dotato di zampe molto corte e un corpo molto massiccio, simile a quello di un ippopotamo. Il cranio era dotato di lunghi incisivi inferiori (anche 10 centimetri), a forma di vere e proprie zanne, mentre i molari erano a corona alta (ipsodonti). Il cranio, piuttosto corto, possedeva anche un innalzamento a livello delle narici, che fa supporre la presenza i un piccolo corno, forse biforcato.
Le dimensioni di Brachypotherium erano piuttosto imponenti: l'altezza al garrese poteva arrivare a 1,4 metri e la lunghezza a 3 metri, mentre il peso poteva superare la tonnellata e mezza.

## Classificazione
Brachypotherium appartiene a un gruppo di rinoceronti noti come teleoceratini, comprendenti animali di grandi dimensioni e dalla corporatura estremamente massiccia, più simili agli attuali ippopotami che a rinoceronti. Brachypotherium derivò probabilmente da alcune forme del Miocene inferiore europeo, come l'assai simile Diaceratherium o Prosantorhinus. 

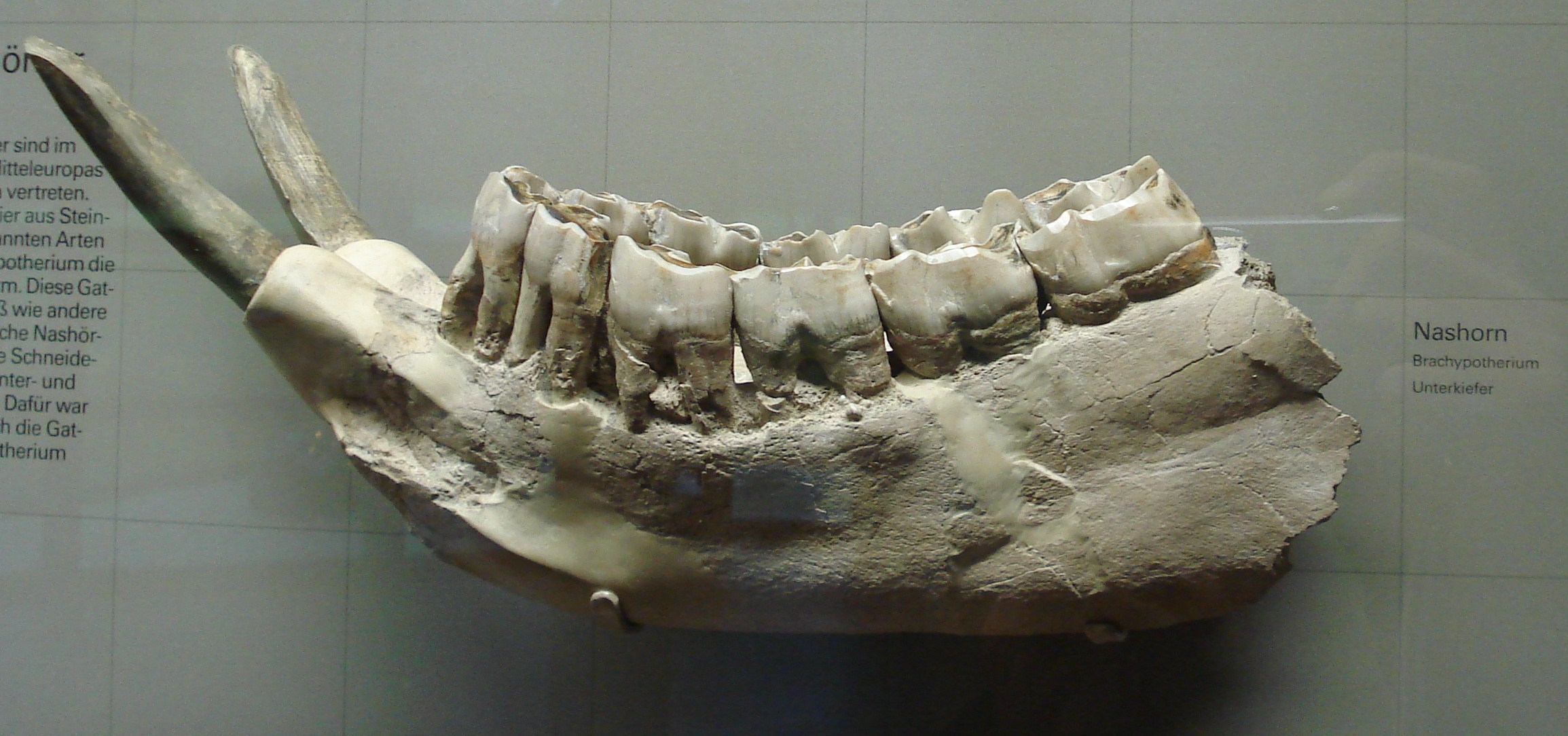
Mandibola di Brachypotherium. In evidenza i lunghi incisivi inferiori.

Tra le varie specie di Brachypotherium, da ricordare B. stehlini, B. goldfussi e B. perimense (vissute tra il Miocene medio e superiore), B. americanum (ritrovato negli Stati Uniti), B. brachypus (a volte attribuita al genere Diaceratherium) e le specie africane B. snowi, B. heinzelini e B. lewisi, alcune delle quali sopravvissute fino al Pliocene. Una forma molto simile era l'americano Teleoceras, a cui a volte è ascritta la specie B. americanum.

## Paleobiologia
Brachypotherium probabilmente viveva in ambienti relativamente paludosi, cibandosi di piante acquatiche. Lo stile di vita di questi animali doveva essere molto simile a quello degli odierni tapiri, o a quello degli ippopotami.